# 1,7-二溴庚烷
1,7-二溴庚烷是一种有机化合物，化学式为C7H14Br2。它可由1,7-庚二醇和三溴化磷在乙醚重反应得到，或和氢溴酸在相转移催化剂的存在下反应制得。它具有卤代烃（溴代烃）的通性，如在碳酸钾的存在下和4-巯基苯酚反应，得到1,7-二(4-羟基苯硫基)庚烷。它在丙酮中和碘化钠反应，可以得到1,7-二碘庚烷。